# Makenson Gletty
Makenson Gletty, född 2 april 1999 på Haiti, är en fransk friidrottare som  tävlar i mångkamp.

## Karriär
Vid inomhusvärldsmästerskapen i friidrott 2024 placerade han sig på en femteplats i sjukamp.